# Alessandro Coppi
Alessandro Coppi (Modena, 9 luglio 1894 – Modena, 30 agosto 1956) è stato un avvocato e politico italiano.
Fonda giovanissimo il giornale dell'appennino modenese Il Frignano, di sponda cattolica. Esponente del Partito Popolare di don Luigi Sturzo, ne diventa segretario provinciale a Modena. Contribuì alla Resistenza negli anni del fascismo e sarà il primo presidente del Comitato di Liberazione Nazionale di Modena. È stato deputato all'Assemblea Costituente, e deputato alla Camera dei deputati nella I legislatura.